# Actuació

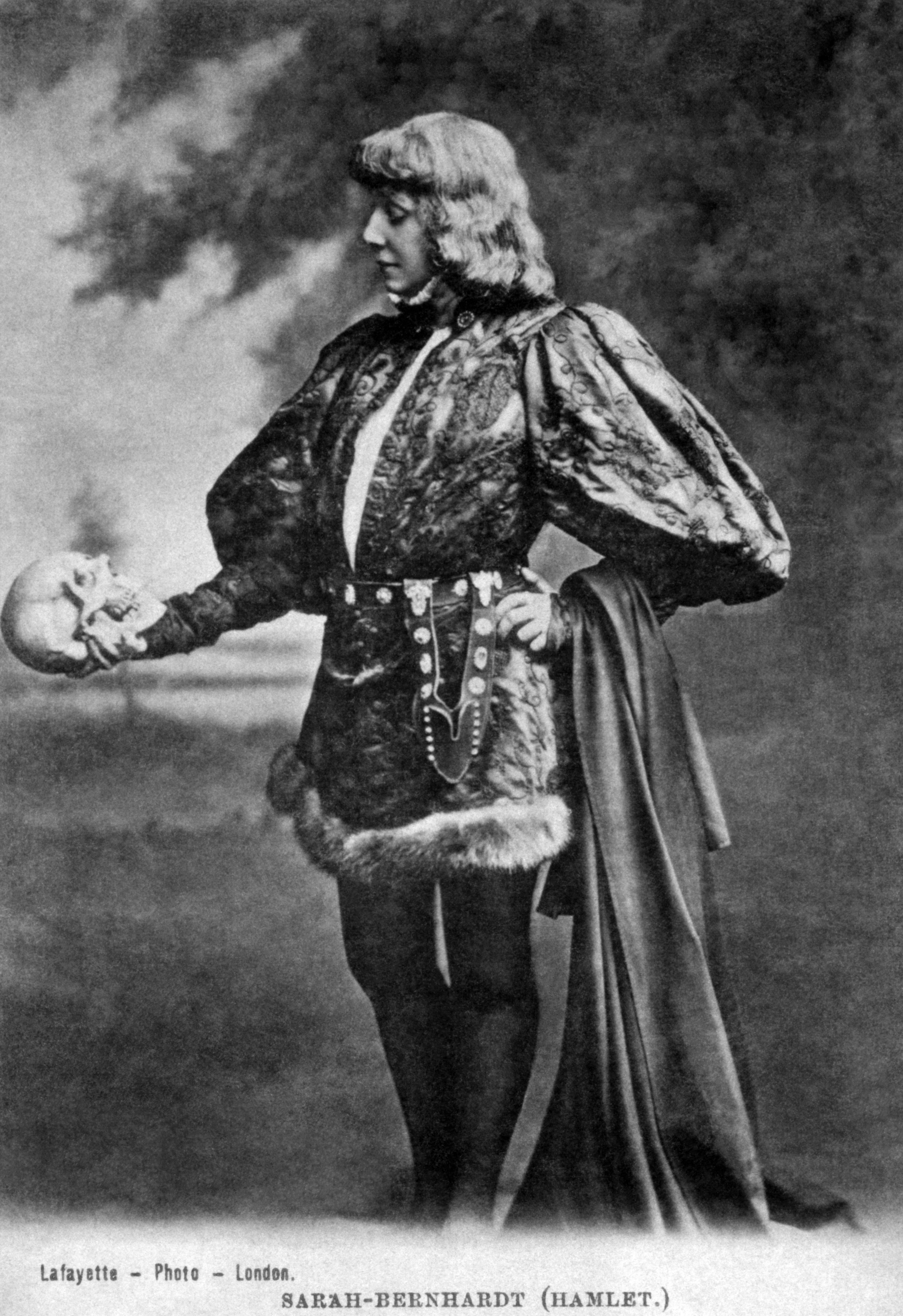
L'actriu Sarah Bernhardt en la representació de Hamlet

L'actuació és l'art dramàtic que consisteix en representar un personatge. Generalment és la interpretació que fa un actor d'un paper en una obra teatral. En l'actuació s'empren el moviment, el gest i l'entonació per tal de fer realitat un personatge de ficció a l'escenari, a les pel·lícules o en la televisió. En general, es considera que actuar és una qüestió no tant de mimetisme, exhibicionisme o imitació com de la capacitat de reaccionar a estímuls imaginaris. Els problemes essencials de l'actuació, els de si l'actor realment "sent" o simplement imita, de si hauria de parlar de manera natural o retòrica, i del que realment constitueix ser natural, són tan antics com el teatre mateix.

## Semiòtica
La semiòtica de l'actuació implica un estudi de les formes en què els aspectes duna actuació arriben a operar per a la seva audiència com a signes. Aquest procés involucra en gran manera la producció de significat, per mitjà del qual els elements de l'actuació d'un actor adquireixen significat, tant dins del context més ampli de l'acció dramàtica com en les relacions que cadascú estableix amb el món real.

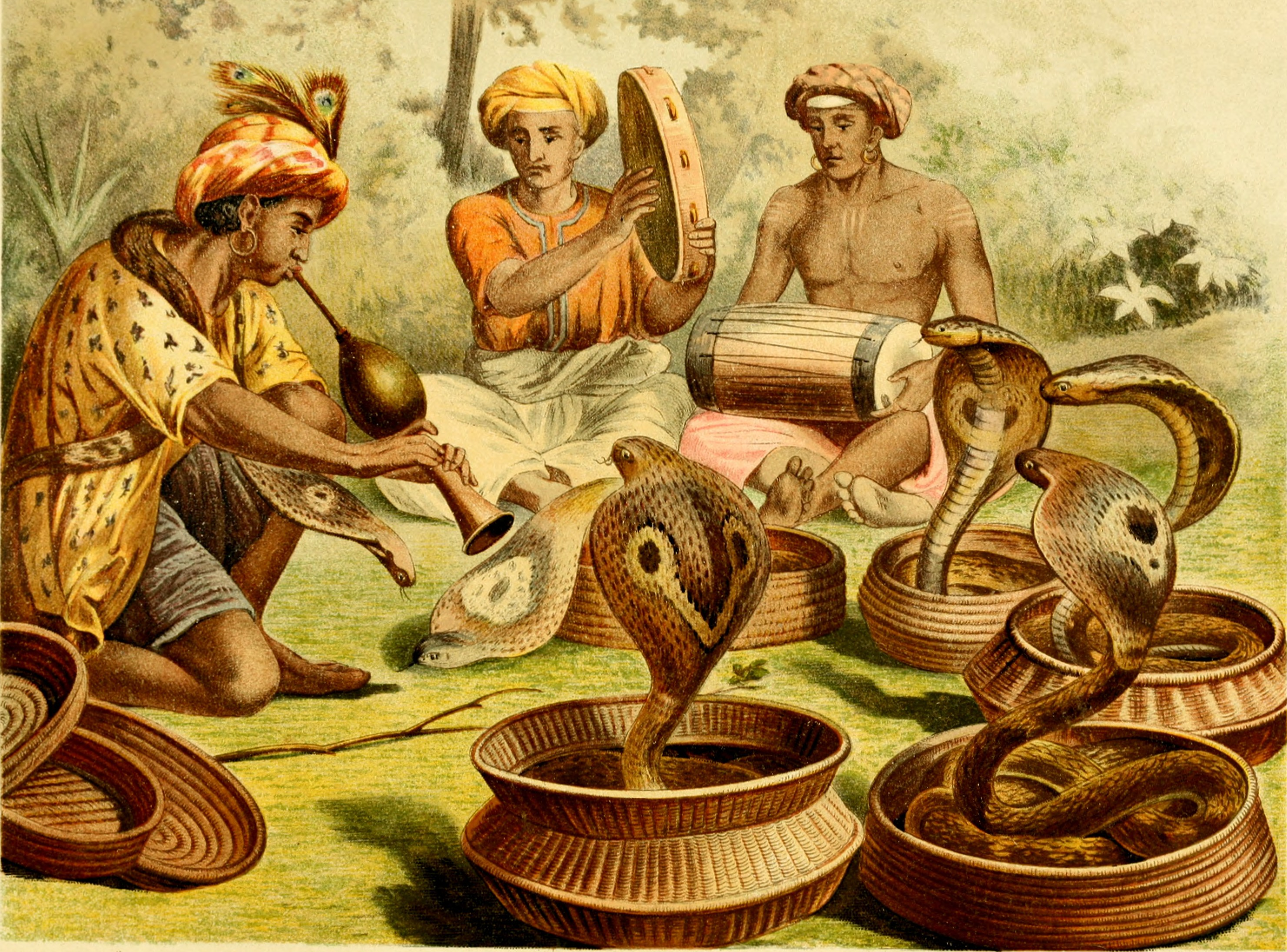
Antonin Artaud comparava l'efecte de la interpretació d'un actor amb la manera en què reaccionen les serps a la música d'un encantador.

Tot i això, seguint les idees proposades pel teòric surrealista Antonin Artaud, també pot ser possible comprendre la comunicació amb una audiència que ocorre per sota de la significació i el significat (que el semiòtic Félix Guattari va descriure com un procés que involucra la transmissió de senyals"). Al seu Le Théâtre et son double (1938), Artaud va comparar aquesta interacció amb la manera com un encantador de serps es comunica amb l'ofidi, procés que va identificar com a "mimesi", el mateix terme que Aristòtil va utilitzar en el seu Poètica (c. 335 a. C.) per descriure la manera com el drama comunica la seva història, en virtut de la seva encarnació per part de l'actor que la representa, a diferència de la "diegesi", o la manera com un narrador pot descriure-la. Aquestes vibracions que passen de l'actor al públic no necessàriament es precipiten en elements significatius com a tals (és a dir, significats percebuts conscientment), sinó que poden operar per mitjà de la circulació d'afectes.

L'enfocament de l'actuació adoptat per altres professionals del teatre implica diversos graus de preocupació per la semiòtica de l'actuació. Konstantin Stanislavski, per exemple, aborda les formes en què un actor, basant-se en allò que ell anomena experimentar el paper. També ha de donar forma i ajustar una actuació per recolzar el significat general del drama, un procés que ell va batejar perspectiva del rol. La semiòtica d'actuar juga un paper molt més central al teatre èpic de Bertolt Brecht, en el qual l'actor es preocupa per posar clarament de manifest la significació socio-històrica del comportament i l'acció, per mitjà d'opcions específiques d'actuació —un procés que ell descriu com l'establiment de l'element "no/però"— en un "gestus" físic. Eugenio Barba sosté que els actors no han de preocupar-se pel significat del seu comportament escènic; aquest aspecte és responsabilitat del director, qui teixeix els elements significants de l'actuació d'un actor al muntatge del director.

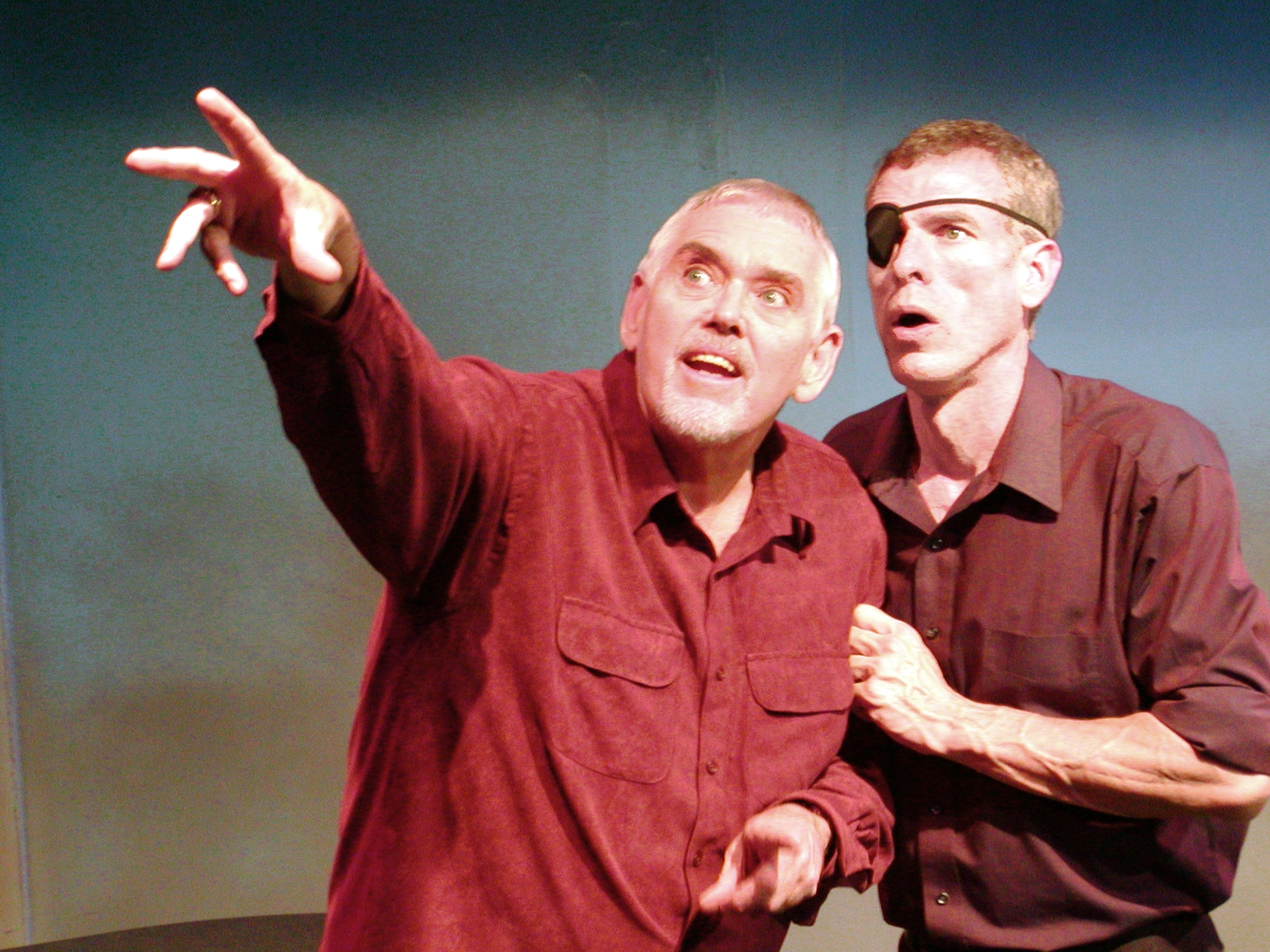
L'actuació treballa amb la imaginació.

El semiòtic teatral Patrice Pavis, al·ludint al contrast entre el sistema Stanislavski i l'intèrpret demostratiu de Brecht i, més enllà d'això, a l'assaig fonamental de Denis Diderot sobre l'art d'actuar, Paradoxe sur le Comédien, argumenta que:
| « | L'actuació va ser vista durant molt de temps en termes de la sinceritat o hipocresia de l'actor: hauria de creure en allò que està dient i sentir-se commogut per això, o s'hauria de distanciar i transmetre el seu paper de manera indiferent? La resposta varia segons es percebi l'efecte que produirà en el públic i la funció social del teatre. | » |

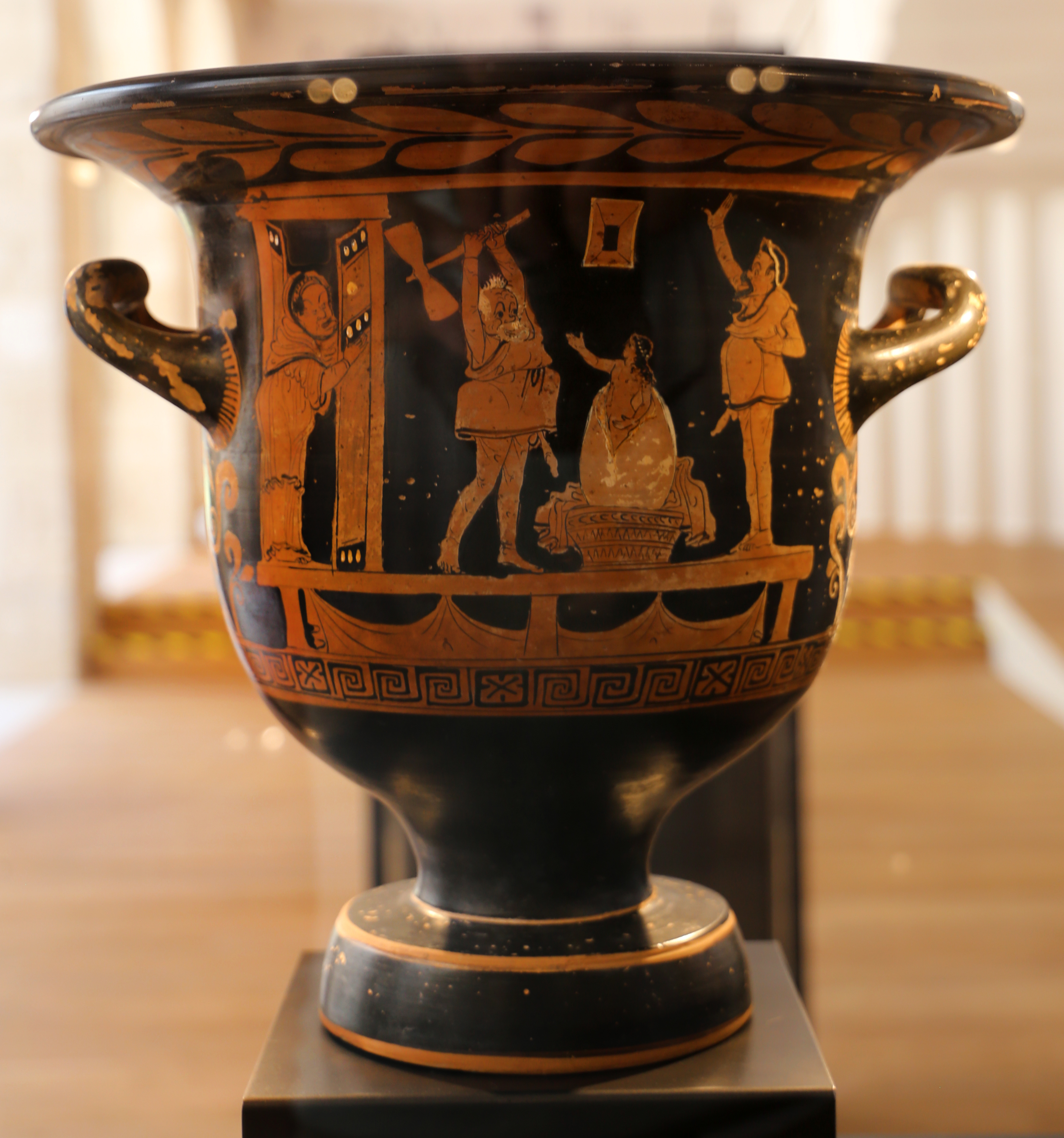
Actors de la Grècia clàssica representant el naixement d'Helena de Troia.

Els elements d'una semiòtica de l'actuació inclouen els gestos de l'actor, les expressions facials, l'entonació i altres qualitats vocals, el ritme; i les formes en què aquests aspectes d'una actuació individual es relacionen amb el drama i l'obra teatral (o pel·lícula , sèrie de televisió o radionovel·la, cadascun dels quals involucra diferents sistemes semiòtics), considerats en conjunt. Una semiòtica de l'actuació reconeix que totes les formes d'actuació impliquen convencions i codis per mitjà dels quals la conducta d'actuació adquireix importància, inclosos aquests enfocaments, com el de Stanislvaski. També el Mètode, sistema desenvolupat als Estats Units, s'ofereix com un «tipus natural d'actuació que pot prescindir de convencions i ser rebuts com a evidents i universals». Pavis continua argumentant que:
| « | Tota actuació es basa en un sistema codificat (fins i tot si el públic no ho veu com a tal) de comportaments i accions que es consideren creïbles i realistes, o artificials i teatrals. Advocar per allò natural, allò espontani i allò instintiu és només intentar produir efectes naturals, regits per un codi ideològic que marca, en un moment històric particular, i per a una audiència determinada, allò que és natural i creïble, i allò declamatori i teatral. | » |

Les convencions que regeixen l'actuació en general estan relacionades amb formes estructurades de joc, que requereixen, en cada experiència, unes "regles del joc". Aquest aspecte va ser explorat per primera vegada per Johan Huizinga (Homo Ludens, 1938) i Roger Caillois (Les jeux et les hommes, 1958). Caillois, per exemple, distingeix quatre aspectes del joc rellevants per a l'actuació: mimesi (simulació), agon (conflicte o competència), alea (atzar) i illinx (vertígen, o "situacions psicològiques vertiginoses" que impliquen la identificació o catarsi de l'espectador). Aquesta connexió amb el joc com a activitat va ser proposada per primera vegada per Aristòtil a la seva Poètica, en la qual defineix el desig d'imitar com a part essencial de l'ésser humà i el nostre primer mitjà d'aprenentatge de nens:
| « | Perquè és un instint dels éssers humans, des de la infància, dedicar-se a la mimesi (de fet, això els distingeix d'altres animals: l'home és el més mimètic de tots, i és a través de la mimesi que desenvolupa la seva comprensió més primerenca); i és natural que tothom gaudeixi dels objectes mimètics. | » |

Aquesta connexió amb el joc també va donar forma al mot emprat en anglès (com en altres idiomes europeus) per a l'obra de teatre: la paraula "play" (derivació de l'anglosaxona plèga) era el terme estàndard utilitzat fins a l'època de William Shakespeare per a un entreteniment dramàtic. Amb play es costruïren mots compostos com play-maker ("dramaturg") o play-houses ("teatres"), mentre que l'actor era el player.